# Schizotrema aculeatum
Schizotrema aculeatum är en kräftdjursart som beskrevs av Hale 1936. Schizotrema aculeatum ingår i släktet Schizotrema och familjen Nannastacidae. Inga underarter finns listade i Catalogue of Life.